# 水上潤
水上 潤（みずかみ じゅん、1985年7月29日 - ）は、日本の俳優。かつてはホリプロ、e-zeruに所属していた。

## 人物
- 東京都出身。特技はヨーヨー。趣味は野球観戦、ゲーム。
- 中学卒業と同時に所属事務所を退所し、芸能界からも離れたが、2005年に「ALWAYS 三丁目の夕日」を見て山崎貴 監督に再び会いたいという夢を持つようになり、二十歳から芸能活動を再開した。2009年にオーディションで10年ぶりに山崎貴と再会し、「SPACE BATTLESHIP ヤマト」に出演。その後、「ALWAYS 三丁目の夕日'64」にも出演した。

## 出演作

### 映画
- 「ジュブナイル」（2000年） 山崎貴 監督／高野田光春 役
- 「SPACE BATTLESHIP ヤマト」（2010年） 山崎貴 監督／藪 役
- 「聯合艦隊司令長官 山本五十六」（2011年） 成島出 監督
- 「ALWAYS 三丁目の夕日'64」（2012年） 山崎貴 監督／六子の兄 役

### 舞台
- BIG FACE「笑う女。笑われる男 9 おたまじゃくしに魅せられて…」
- 現代制作舎プロデュース「スノーパウダー」

### DVD
- 「渋谷の女子高生が語った呪いのリスト5」 古賀奏一郎 監督／コウジ役

### CM
- 「ジュブナイル オリジナルCF」 主演 高野田光春 役